# Polposipus
Polposipus là một chi bọ cánh cứng không bay được kiếm ăn về đêm trong họ Tenebrionidae.

## Các loài
- Polposipus herculeanus Solier, 1848